# One of the Few
"One of the Few" es una canción del álbum The Final Cut de 1983 de Pink Floyd.

## Versiones
La banda de death metal/rock atmosférico Anathema tiene un cover de la canción en su recopilatorio Resonance, el cual también incluye una versión de "Goodbye Cruel World".
El rapero Canserbero usó la canción para la instrumental de su tema "Mundo de Piedra", de su álbum "Muerte".

## Personal
- Roger Waters - Voz, bajo
- David Gilmour - Guitarra acústica